# Афонята
Афоня́та (рос. Афонята) — селище у складі Афанасьєвського району Кіровської області, Росія. Входить до складу Борського сільського поселення.
Населення становить 101 особа (2010, 143 у 2002).
Національний склад станом на 2002 рік — росіяни 95 %.